# Cyfrowy portfel
Cyfrowy portfel, także portfel elektroniczny (ang. digital wallet, e-wallet) – elektroniczny ekwiwalent portfela używany głównie do przeprowadzania transakcji w handlu elektronicznym. Cyfrowy portfel może zawierać wirtualne pieniądze, dane kart kredytowych niezbędne do przeprowadzenia transakcji, adres dostawy klienta i wiele innych informacji ułatwiających zawarcie umowy kupna.
Cyfrowy portfel może się znajdować w urządzeniu użytkownika z cyfrowym certyfikatem (np. w telefonie komórkowym) lub na serwerze serwisu oferującego elektroniczne płatności. W ten sposób użytkownik dysponuje elektronicznym zasobem środków, dzięki którym może dokonywać przelewów międzynarodowych (zazwyczaj taniej i wygodniej niż przy tradycyjnych sposobach), robić zakupy w sklepach internetowych, korzystać z rabatów.
Przykładami cyfrowego portfela są Apple Pay, Google Wallet, MasterPass, Windows Live ID czy Yahoo! Wallet.
Rozwiązania oparte na idei cyfrowego portfela są również wykorzystywane do tworzenia portfeli oferujących mobilne wersje dokumentów w postaci usług cyfrowych. Polskim przykładem takiego rozwiązania jest aplikacja mObywatel dostępna na urządzenia z systemem Android i iOS. Rozwiązania takie są wykorzystywane również do przechowywania cyfrowych poświadczeń szczepienia przeciwko COVID-19 obowiązujących w Unii Europejskiej od 1 lipca 2021 r. (tzw. paszport covidowy). Prowadzone są również prace nad stworzeniem europejskiego portfela tożsamości cyfrowej.

## Rodzaje cyfrowych portfeli do przeprowadzania transakcji
W zależności od sposobu wykorzystania wyróżniamy:
- Portfel cyfrowy, który można wykorzystać zamiast karty fizycznej (tzw. pass-through digital wallet), czyli aplikacje używane np. na smartfonach,
- Portfel cyfrowy jak karta przedpłacona (tzw. stored value digital wallet) gdzie środki są przechowywane na przypisanym do cyfrowego portfela rachunku - ten sposób pozwala konsumentom deponować określone sumy w portfelu w wersji elektronicznej, którymi mogą dysponować wedle uznania,
- Portfel cyfrowy jak wirtualne konto (tzw. staged digital wallet), działający na zasadzie wirtualnego konta, do którego podpięta jest karta płatnicza - w odróżnieniu od poprzedniego typu nie musi być wcześniej zasilony środkami, a płatność może się odbyć na bieżąco na podstawie karty połączonej z tym portfelem.